# USS Winston S. Churchill (DDG-81)
USS Winston S. Churchill (DDG-81) — 31-й эскадренный миноносец из серии запланированных к 13 сентября 2002 года 62 эсминцев УРО типа «Арли Бёрк», строительство которых было одобрено Конгрессом США и 1-й эсминец этого типа серии IIa c АУ. Mark 45. Mod. 4/62.

## Галерея
- Офицер королевского флота присутствует на мостике